# Diplopogon
Diplopogon là một chi thực vật có hoa trong họ Hòa thảo (Poaceae).

## Loài
Chi Diplopogon gồm các loài: